# Ђинестра (Потенца)
Ђинестра (итал. Ginestra) је насеље у Италији у округу Потенца, региону Базиликата.
Према процени из 2011. у насељу је живело 707 становника. Насеље се налази на надморској висини од 572 м.

## Становништво
| 1931. | 1936. | 1951. | 1961. | 1971. | 1981. | 1991. | 2001. | 2011. |
| ----- | ----- | ----- | ----- | ----- | ----- | ----- | ----- | ----- |
| 1.441 | 1.546 | 1.761 | 1.636 | 1.076 | 929   | 783   | 726   | 741   |